# 경교경전
경교경전(중국어: 景教經典), 네스토리안 문서(Nestorian Documents) 또는 예수 경전(Jesus Sutras)은 7세기 동방 교회의 주교이자 사산 왕조의 메소포타미아와 8세기 수도사 아담인 알로펜의 사명과 관련된 중국어 문헌 모음이다. 사본의 연대는 알로펜이 중국에 도착한 해인 635년과 문서가 발견된 둔황시 근처 막고굴(Mogao)이 봉인된 1000년경 사이로 거슬러 올라간다.
2011년까지 사본 중 4개는 일본의 개인 소장품으로, 1개는 파리에 있는 것으로 알려졌다. 언어와 내용은 불교와 도교 용어의 사용을 포함하여 중국 문화와의 다양한 수준의 상호 작용을 반영한다.

## 같이 보기
- 대진경교유행중국비